# Simpang Jernih (plaats)
Simpang Jernih is een bestuurslaag in het regentschap Aceh Timur van de provincie Atjeh, Indonesië. Simpang Jernih telt 546 inwoners (volkstelling 2010).